# Ибрагимов, Рахим Киреевич
Ибрагимов Рахим Киреевич (баш. Рәхим Кирәй улы Ибраһимов, 15 августа 1904 — 20 декабря 1971) — председатель БашЦИК, председатель Президиума Верховного Совета Башкирской АССР, министр пищевой промышленности БАССР (1946—1953). Депутат Верховного Совета БАССР первого и второго созыва, Верховного Совета СССР первого созыва, Верховного Совета РСФСР первого созыва.

## Биография
Ибрагимов Рахим Киреевич родился 15 августа 1904 года в деревне Иткул Усерганской волости Орского уезда Оренбургской губернии, ныне деревня Иткулово Зианчуринского района Республики Башкортостан.
В 1925 году поступил, а в 1929 году окончил объединенную татарско-башкирскую военную школу им. Татарского ЦИКа в г. Казань.
С 1929 года служил в армии командиром взвода, роты, батальона, помощником командира полка в Белебее и Стерлитамаке. Вступил в ряды ВКП(б) в 1930 году.
В 1937—1938 годах избирался и. о. председателя ЦИК БАССР. С 1938 по 1946 годы избирался Председателем Президиума Верховного Совета БАССР, а с 1946 по 1953 годы — министр пищевой промышленности БАССР.
Во время войны Рахим Киреевич был одним из инициаторов создания Башкирской кавалерийской дивизии. В ноябре 1941 года он становится членом комиссии по её формированию и материальному обеспечению.
Депутат Верховного Совета СССР (1937—1946), Верховного Совета РСФСР (1938—1947), Верховного Совета БАССР (1938—1951).

## Память
- В деревне Иткулово Зианчуринского района Республики Башкортостан местная школа носит имя Ибрагимова. В ней есть школьный музей, посвященный земляку.
- На доме № 75 по улице Коммунистической в Уфе, где жил и работал Ибрагимов, установлена мемориальная доска.

## Награды и звания
Награждён орденами Ленина (1944), «Знак Почета» (1949), Красной Звезды (1936)